# Esquirol llistat de Swinhoe
L'esquirol llistat de Swinhoe (Tamiops swinhoei) és una espècie de rosegador de la família dels esciúrids. Viu a la Xina, Myanmar i el Vietnam. Es tracta d'un animal crepuscular i arborícola. El seu hàbitat natural són les zones amb arbres, incloent-hi els boscos secundaris, els boscos amb matolls i els jardins. És una espècie en risc mínim, és a dir, no sembla que hi hagi cap amenaça significativa per a la seva supervivència.
Fou anomenat en honor del diplomàtic i zoòleg britànic Robert Swinhoe.